# Noent
Noent (en francès Nouhant) és una comuna (municipi) de França, a la regió de la Nova Aquitània, departament de la Cruesa.
La seva població al cens de 1999 era de 323 habitants. Està integrada a la Communauté de communes d'Évaux-les-Bains et de Chambon-sud-Voueize.

## Demografia
| 1968 | 1975 | 1982 | 1990 | 1999 |
| ---- | ---- | ---- | ---- | ---- |
| 508  | 446  | 378  | 355  | 323  |

## Administració
| Període   | Identitat        | Partit |
| --------- | ---------------- | ------ |
| 2001-2008 | Robert Romain    |        |
| 2008-     | Nicolas Simonnet | UMP    |